# Chorioactidaceae
Chorioactidaceae es una familia de hongos perteneciente al orden Pezizales que incluye siete especies distribuidas entre cinco géneros. El género Pseudosarcosoma se añadió en 2013 para contener P. latahense, cuando los estudios filogenéticos moleculares demostraron que este hongo estaba más estrechamente relacionado con Chorioactidaceae que con la familia Sarcosomataceae.